# 卡拉比西安
卡拉比西安（希臘語：Καραβισιάνοι）是7世纪中期至8世纪早期拜占庭海軍的主要力量，其名称来自于希腊语的「船（κάραβος, καραβίς）」，字面意思是「船民、海员」。卡拉比西安是拜占庭帝国第一支永久性的海军建制，组建目的是抵抗穆斯林于海上的扩张。卡拉比西安於718至730年间解散，由一些海上军区取代。

## 历史
卡拉比西安可能建立于7世纪下半叶的某个时候，用来应对穆斯林入侵。许多学者认为其可能来自于旧的军务监区或是伊利里亚的罗马野战军，但是这些看法也只是假说。舰队建立的确切时间并不清楚：一些学者认为，船桅之战（655年）中拜占庭海军被击败之后，君士坦斯二世于650或660年代建立了卡拉比西安；另一些则认为它建立于674至678年的君士坦丁堡之围之后，建立原因是此战中阿拉伯人自海上发动的进攻似乎没怎么遇到抵抗。第一份关于卡拉比西安的确切来源出自约680年斯拉夫人发起的塞萨洛尼基之围时期，此后其又在687年皇帝查士丁尼二世寄给教宗郭諾的一封信件上出现。
普遍认为卡拉比西安是拜占庭帝国第一支永久性的海上武装力量。在此之前，地中海被视为「罗马人的湖」，只有数量相对较少的战船驻扎在主要港口或沿着帝国的河流边界执行巡逻与运输任务。在专门远征时才会集结起更庞大的舰队。卡拉比西安在很大程度上与陆上军区的组织方式相同，其名称亦来源于军队，也是由一位将军领导。虽然经常被称作「卡拉比西安军区」，但这种说法是错误的，因为其纯粹是一个军事实体，并不像陆上军区一样由特定的领土构成。将军的治所尚不清楚，推测可能为罗得斯、凯阿斯、萨摩斯等。卡拉比西安可能被视为一支省级舰队，负责保卫从米利都到塞琉西亚的小亚细亚南部海岸、爱琴海群岛、希腊南部的帝国据点，并与君士坦丁堡的中央舰队并肩作战；或者是一支囊括整支拜占庭海军的军事单位，在黑海到阿非利加总督区的整条战线上都在积极地防御或进攻。
皇帝查士丁尼二世在位期间，卡拉比西安得以加强，查士丁尼将数千馬代特人安置于小亚细亚南部沿岸，让他们担任划桨手或作战人员。他还在希腊南部设立了一个单独的军区与舰队，即「希腊（Hellas）」。在697至698年间一次收复迦太基的失败远征中，卡拉比西安扮演了重要角色，此次作战引发的叛乱，使得海军军官阿普西玛（即提比略三世）登上皇位。「卡拉比西安将军」最后一次在史料中被提及是在710/711年，不过直到732年，其主要的继任者，「基比拉奥特军区将军」才被提及。关于卡拉比西安被废除的时间与原因，有两种不同的说法。一种观点认为废除时间在717至718年阿拉伯第二次包围君士坦丁堡之后，大约为719年，原因可能是其在前一年的作战中表现过差，或其协助一场反对利奥三世的叛乱。另一种观点认为其废除时间晚至约727年，是在另一次针对利奥三世的叛乱被挫败之后。
卡拉比西安主要被小亚细亚南部海岸的新军区基比拉奥特取代，后者是第一个海上军区。在另一些沿海省份，当地防御由海军提督（droungarioi）统领下的更小的舰队或分舰队，以及其他官员负责。

### 脚注
1. ↑  特里高德 2008，第105頁.
2. 1 2  Haldon 1999，第74頁.
3. ↑  Treadgold 1997，第73頁.
4. ↑  Ahrweiler 1966，第12頁.
5. ↑  Treadgold 1997，第315, 382頁.
6. ↑  Cosentino 2008，第602頁.
7. 1 2 3  Pryor & Jeffreys 2006，第25頁.
8. ↑  Ahrweiler 1966，第22–23頁.
9. 1 2 3 4  Nesbitt & Oikonomides 1994，第150頁.
10. 1 2 3 4  ODB，"Karabisianoi" (C. Foss), pp. 1105–1106.
11. ↑  Ahrweiler 1966，第19–20, 22頁.
12. ↑  Cosentino 2008，第578–583頁.
13. ↑  Ahrweiler 1966，第24–25頁.
14. ↑  Treadgold 1997，第315頁.
15. ↑  Ahrweiler 1966，第23–25頁.
16. ↑  Treadgold 1997，第332頁.
17. ↑  Treadgold 1997，第337–338, 383頁.
18. ↑  Ahrweiler 1966，第26頁.
19. ↑  Ahrweiler 1966，第26–31頁.
20. ↑  Pryor & Jeffreys 2006，第32頁.
21. ↑  Treadgold 1997，第352頁.
22. ↑  Whittow 1996，第167頁.
23. ↑  Ahrweiler 1966，第50–51頁.
24. ↑  Nesbitt & Oikonomides 1994，第151頁.

### 书籍
- 特里高德, 沃伦. . 由崔艳红翻译. 上海: 上海人民出版社. 2008. ISBN 9787208080461.
- Cosentino, Salvatore. . Byzantinische Zeitschrift（英语：Byzantinische Zeitschrift）. April 2008, 100 (2): 577–603. ISSN 0007-7704. doi:10.1515/BYZS.2008.577.
- Haldon, John F. . London: University College London Press (Taylor & Francis Group). 1999  [2019-10-12]. ISBN 1-85728-495-X. （原始内容存档于2020-06-25）.
- 亚历山大·卡日丹 (编). . 牛津: 牛津大学出版社. 1991. ISBN 0-19-504652-8.
- Nesbitt, John W.; Oikonomides, Nicolas (编). . Washington, DC: Dumbarton Oaks Research Library and Collection. 1994  [2019-10-12]. ISBN 0-88402-226-9. （原始内容存档于2020-07-26）.
- Pryor, John H.; Jeffreys, Elizabeth M. . Leiden and Boston: Brill Academic Publishers. 2006  [2019-10-12]. ISBN 978-90-04-15197-0. （原始内容存档于2020-08-03）.
- Treadgold, Warren. . Stanford, California: Stanford University Press. 1997. ISBN 0-8047-2630-2 （英语）.
- Whittow, Mark. . Berkeley and Los Angeles, California: University of California Press. 1996. ISBN 978-0-520-20496-6 （英语）.

## 延伸阅读
- Morrison, John; Gardiner, Robert. . London: Conway Maritime Press. 2004  [2019-10-12]. ISBN 978-0-85177-955-3. （原始内容存档于2020-10-21）.